# کنفرانس دامبارتن اوکس

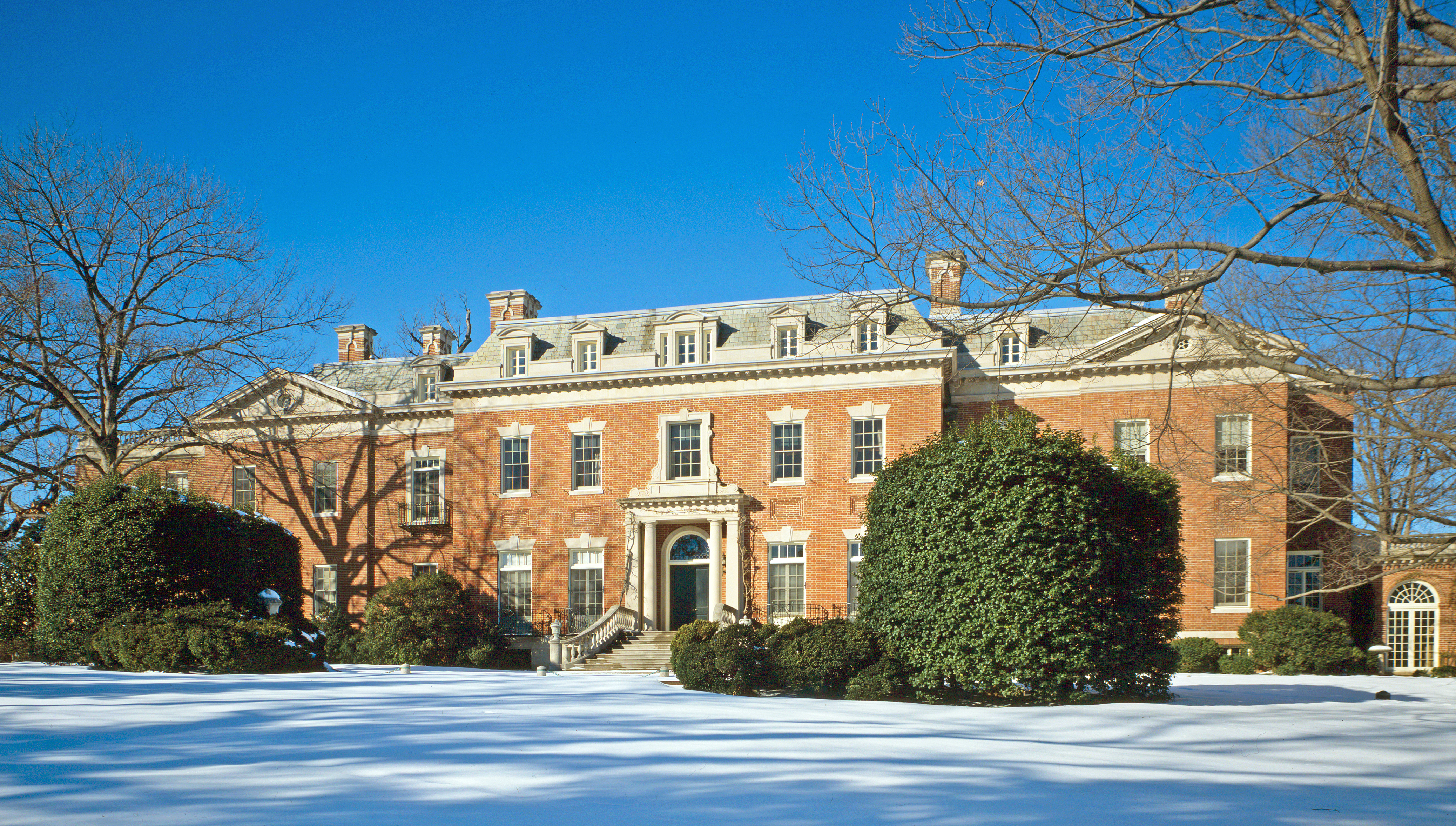
دامبارتن اوکس در شهر واشینگتن دی. سی محل برگزاری کنفرانس

کنفرانس دامبارتن اوکس (انگلیسی: Dumbarton Oaks Conference) (یا گفتگوهای واشینگتن دربارهٔ سازمان صلح و امنیت بین‌المللی) نام کنفرانسی است که در اوت ۱۹۴۴ در مِلکِ دامبارتن اوکس در شهر واشینگتن دی.سی برگزار شد.
موضوع این کنفرانس ترتیبات مربوط به ایجاد سازمان ملل متحد بود. در این کنفرانس آمریکا، شوروی، بریتانیا و جمهوری چین شرکت داشتند.
در این کنفرانس حق وتو به تصویب رسید.